# Lokomotiv Kuban
PBK Lokomotiv Kuban (ryska: ПБК Локомотив Кубань) är en rysk basketklubb från Krasnodar. Klubben bildades 1946.